# José Valdez
José Guerrero Valdez (nacido el 22 de enero de 1983 en Santo Domingo) es un lanzador dominicano de Grandes Ligas que juega par a los Astros de Houston.
Valdez fue firmado por los Yanquis de Nueva York como agente libre internacional en 2000. Firmó con los Astros después de la temporada 2009 y fue colocado en el roster de 40 jugadores. El 18 de octubre de 2011, se declaró para la agencia libre. Sin embargo, firmó un contrato de ligas menores con el equipo el 24 de octubre.